# Gran Premio de Llodio 2005
Il Gran Premio de Llodio 2005, cinquantaseiesima edizione della corsa, valida come evento del circuito UCI Europe Tour 2005 categoria 1.1, fu disputata il 29 maggio 2005 per un percorso totale di 175,5 km. Fu vinta dallo spagnolo David Herrero con il tempo di 4h05'06" alla media di 42,962 km/h.
Dei 109 ciclisti alla partenza furono in 65 a portare a termine il percorso.

## Ordine d'arrivo (Top 10)
| Pos. | Corridore        | Squadra       | Tempo    |
| ---- | ---------------- | ------------- | -------- |
| 1    | David Herrero    | Euskaltel     | 4h05'06" |
| 2    | Jorge Ferrío     | Spiuk-Semar   | a 11"    |
| 3    | Javier Rodríguez | C. Valenciana | a 22"    |
| 4    | David Etxebarria | Liberty Seg.  | a 49"    |
| 5    | Ricardo Serrano  | Kaiku         | a 56"    |
| 6    | Ion Del Rio      | Andalucía     | s.t.     |
| 7    | Igor Astarloa    | Barloworld    | s.t.     |
| 8    | Moisés Dueñas    | Relax         | s.t.     |
| 9    | Joseba Albizu    | Euskaltel     | a 1'04"  |
| 10   | Vladimir Efimkin | Barloworld    | s.t.     |